# Nemesio Jiménez
Nemesio Amancio Jiménez Garrido (* 10. Februar 1946 in Toledo) ist ein ehemaliger spanischer Radrennfahrer.

## Sportliche Laufbahn
Jiménez war Teilnehmer der Olympischen Sommerspiele 1968 in Mexiko-Stadt. Im Mannschaftszeitfahren wurde er mit José Antonio González Linares, José Gómez und Miguel Maria  Lasa auf dem 12. Rang klassiert.
Als Amateur gewann er 1967 bei den Mittelmeer-Spielen die Silbermedaille im Mannschaftszeitfahren und 1968 die Clasica a los Puertos. 1969 wurde er Berufsfahrer und gewann eine Etappe der Vuelta a España. 1970 wurde er beim Sieg von José Antonio González Linares Dritter der nationalen Meisterschaft im Straßenrennen. 1971 gewann er das Memorial Valentín Uriona. 1974 siegte er auf einer Etappe der Vuelta a La Rioja.
Die Tour de France fuhr er 1969 (61.), 1970 (74.) und 1971 (61.). Den Giro d’Italia bestritt er 1973 (66.). In der Vuelta a España war er sechsmal am Start. Seine besten Ergebnisse im Gesamtklassement hatte er auf dem 32. Platz 1970 und als Sechster 1971.
Von 1969 bis 1974 fuhr er für das Radsportteam Kas. Er blieb bis 1975 Profi und beendete dann seine Laufbahn.